# Rintrah
Rintrah est un personnage de comics créé par Marvel Comics. Cet extra-terrestre ressemblant à un minotaure n'est pas à proprement parler un super-héros, mais il est leur allié. Il est apparu pour la première fois dans Doctor Strange #80, en 1986. Il apparaît aussi en apprenti sorcier dans le film lorsque Kamar - Taj est attaqué : film concerné : ( Doctor Strange In The Multiverse of Madness) en 2022 . 

## Biographie fictive
Rintrah était un être extra-dimensionnel possédant le potentiel pour devenir un puissant sorcier. Il était autrefois l'apprenti d'Enitharmon le Tisseur.
Quand le Docteur Strange amena sa cape de lévitation à Enitharmon pour qu'il la répare, Enitharmon lui confia Rintrah.
Strange, gravement blessé, posséda le corps de Rintrah, volontaire, pour vaincre Urthona. Depuis, Rintrah est resté à ses côtés et est devenu son apprenti.
Il suivit son maître et Topaze, alors alliés à Ghost Rider pour combattre Zodiac.
Rintrah fut apparemment tué quand il brisa le talisman de Tartessus. Ses restes furent envoyés dans une autre dimension.

## Pouvoirs
- Rintrah ressemble à un minotaure au pelage vert.
- Pour se dissimuler aux yeux des humains, il lance des sorts d'illusion sur lui-même, prenant l'apparence de stars de cinéma.
- C'est un apprenti sorcier, mais il possédait un bon niveau.